# Kenny’s Auto-Center
Die Kenny’s Auto-Center AG ist eine im Automobilhandel tätige Schweizer Unternehmensgruppe mit Sitz in Wettingen. Kenny’s Auto-Center AG ist autorisierter Partner für den Verkauf und Service von Mercedes-Benz- und smart-Personenwagen in der Region Zürich und Aargau.
Seit 2022 umfasst das Unternehmen drei Standorte. Das Familienunternehmen wurde im Jahr 1976 gegründet und wird heute in zweiter Generation geführt. Kenny's Auto-Center beschäftigt rund 220 Mitarbeitende und erwirtschaftete 2023 einen Umsatz von 170 Mio. Schweizer Franken.

## Tätigkeitsgebiet
Das Familienunternehmen Kenny’s Auto-Center AG hat drei Standorte in Wettingen, Dietlikon und Dällikon. Ein früherer Standort in Wallisellen wurde aufgegeben.
Der Tätigkeitsbereich der Kenny’s Auto-Center AG umfasst den Verkauf und Service von Mercedes-Benz- und smart-Personenwagen. Neben Neuwagen und Lagerfahrzeugen verkauft der Mercedes AMG-Spezialist eine grosse Auswahl an Occasionen von über 20 Marken. Die Serviceleistungen von Kenny's Auto-Center beinhalten Dienstleistungen und Garantiearbeiten, wie Reparatur-Werkstatt, Karosserie, Spenglerei und Fahrzeuglackierer. Zusätzlich wird eine Waschstrasse in Wettingen betrieben.
Im Jahr 2022 übernimmt Kenny’s die Marktvertretung für Mercedes-Benz Nutzfahrzeuge. Das erste Van Kompetenzcenter wurde im Ursprungsbetrieb Dällikon eröffnet. Damit ist Kenny’s Auto-Center nun in der Lage, alle Personen- und Nutzfahrzeuge von Mercedes-Benz anzubieten und fachgerecht zu reparieren.

## Geschichte
Kenny’s Auto-Center wurde 1976 von Kenny Eichenberger in Buchs (ZH) für den Verkauf von Occasionen und importierte Simca- und Talbot-Neuwagen eröffnet. Bald darauf folgte die Erweiterung um die japanische Automobilmarke Subaru. Im November 1984 eröffnete das Unternehmen das erste eigene Autocenter in Dällikon (ZH). 1986 wurde Kenny’s Auto-Center AG autorisierter Partner für den Verkauf und Service von Mercedes-Benz-Personenwagen.
1996 wählten Nicolas Hayek und Mercedes-Benz Kenny Eichenberger und Thomas Baggenstos (KETO) zum ersten Vertriebspartner der Automobilmarke smart.
1998 eröffnete in Wallisellen unter dem Namen «KETO Autocenter AG» das grösste smart-Center der Schweiz mit dem smart Tower. 2001 vergrösserte sich die Kenny’s Auto-Center AG und eröffnete in Wettingen ein neues Autohaus. Der neue Standort bot dem autorisierten Partner für den Verkauf und Service von Mercedes-Benz und smart-Personenwagen die Möglichkeit, einen modernen Neubau zu errichten.
2012 trat Marc Eichenberger, Sohn von Kenny Eichenberger, als Verkaufsberater bei der Partnerfirma KETO Autocenter AG ein.
2014 verantwortete er die Einführung der Marke Mercedes-Benz und übernahm per Anfang 2016 die Geschäftsführung der «KETO Autocenter AG».
Im September 2016 schlossen sich KETO- und die Kenny's Auto-Center AG aus strategischen Gründen zusammen, sie treten seither gemeinsam unter der Marke «Kenny’s» auf.
Im Jahr 2020 feierte Kenny's Auto-Center 45 Jahre Jubiläum.
In Dietlikon eröffnete Kenny's Auto-Center AG Anfang 2023 ein Mercedes-Benz Center. Der nachhaltige Flagship-Store verfügt über einen Showroom von über 1200m2, ein hauseigenes Kenny’s-Café mit Barista, 30 Ladestationen für Elektrofahrzeuge und ein AMG Performance Center.
2024 übernimmt Marc Eichenberger die Position des Verwaltungsratspräsidenten, die zuvor sein Vater und Gründer von Kenny’s Auto-Center, Kenny Eichenberger, innehatte. Neuer CEO ist der bisherige CTO Pascal Studerus.